# 203 Pompeja
203 Pompeja (mednarodno ime je tudi 203 Pompeja) je velik asteroid v glavnem asteroidnem pasu. Kaže značilnosti treh tipov asteroidov (tipa D, tipa C in tipa X).

## Odkritje
Asteroid je odkril nemško-ameriški astronom Christian Heinrich Friedrich Peters (1813 – 1890) 25. septembra 1879 . Imenuje se po Pompejih, mestu, ki ga je leta 79 uničil ognjenik Vezuv.

## Lastnosti
Asteroid Pompeja obkroži Sonce v 4,53 letih. Njegova tirnica ima izsrednost 0,061, nagnjena pa je za 3,185° proti ekliptiki. Njegov premer je 116,25 km, okoli svoje osi se zavrti v 46,6 h.